# Superspeed 1
Il Superspeed 1 è un traghetto appartenente alla compagnia di navigazione norvegese Color Line.

## Servizio
Varato il 31 luglio 2007 nel cantiere navale Aker Finnyards di Turku con il nome di Superspeed 1 e consegnato il 27 febbraio 2008 alla Color Line, prende servizio il 13 marzo successivo nei collegamenti tra Hirtshals e Kristiansand.

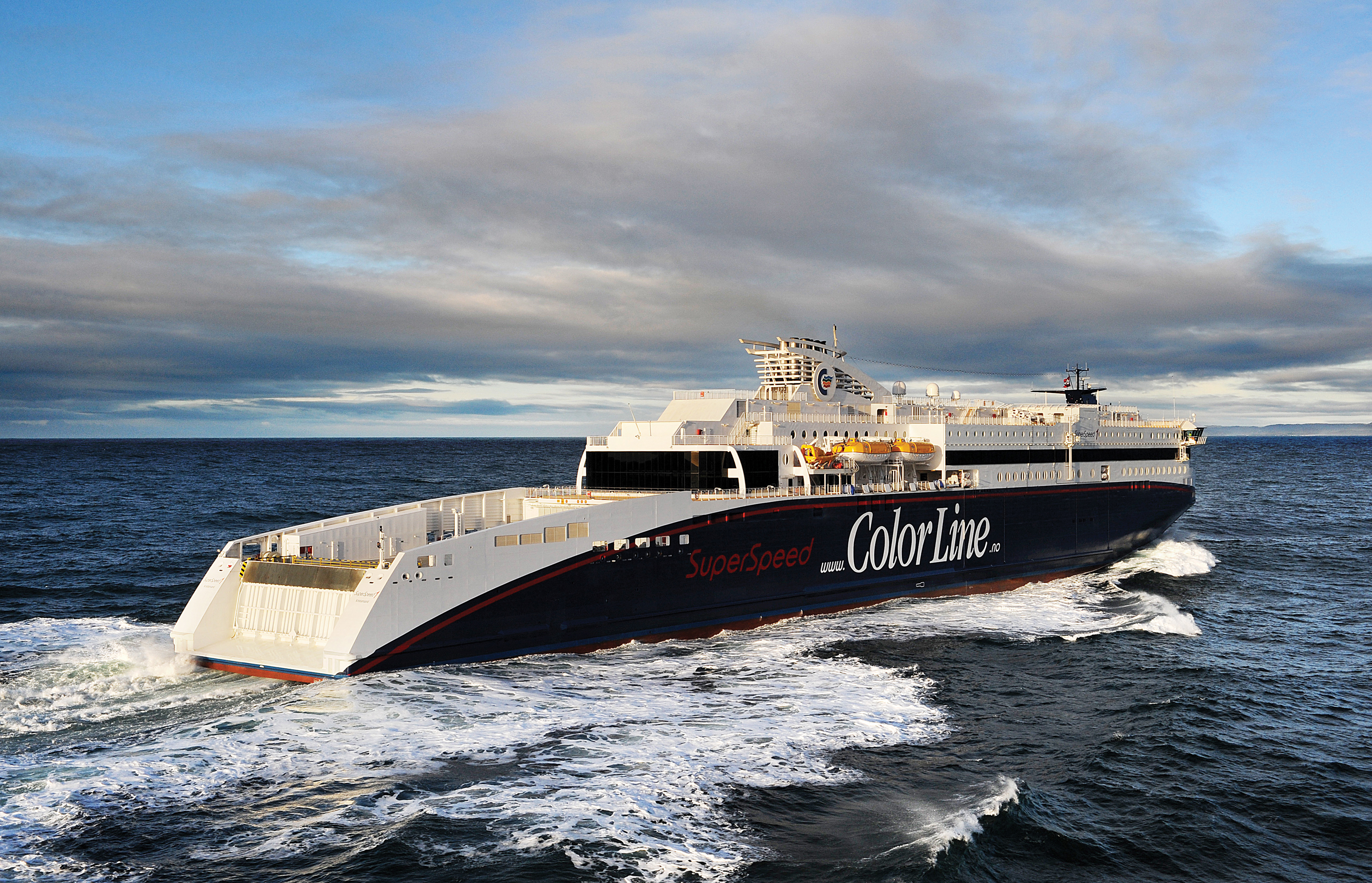
Il Superspeed 1 in navigazione nel 2008.

Dal 29 dicembre 2010 al 1º febbraio 2011 viene sottoposto a lavori di ristrutturazione nel cantiere navale STX Europe di Helsinki, durante i quali viene aumentata la capacità passeggeri. 
Il 16 gennaio, durante i lavori in cantiere, scoppia un incendio a bordo del traghetto, prontamente domato dall'equipaggio.
Il 16 marzo 2020 viene disarmato a Kristiansand a causa della chiusura delle frontiere in seguito alla pandemia di COVID-19. Dal 27 marzo torna regolarmente in servizio sulla Hirtshals-Kristiansand, dove opera tutt'oggi.

## Navi gemelle
- Superspeed 2